# マルグリット・ド・ブラバン
マルグリット・ド・ブラバン（フランス語：Marguerite de Brabant, 1276年10月4日 - 1311年12月14日）は、ブラバント公ジャン1世とマルグリット・ド・フランドルの娘。ルクセンブルク伯ハインリヒ7世と結婚、夫は1308年にローマ王に選出され、マルグリットはローマ王妃となった。

## 生涯
マルグリットは1292年7月9日にハインリヒ7世と結婚した。この結婚はブラバント公とのリンブルフ公領をめぐる長年の争いを解決するためにまとめられ、父ブラバン公ジャン1世はマルグリットの結婚が行われた時にリンブルフに対する主張を放棄した。この結婚は幸せなものであったという。1308年に夫がローマ王に選ばれ、マルグリットはローマ王妃となった。
マルグリットとハインリヒ7世の間には3子が生まれた。
- ヨハン（1296年 - 1346年） - ルクセンブルク伯、のちボヘミア王[1]
- マリー（1304年 - 1324年） - フランス王シャルル4世と結婚、出産時に死去[1]。
- ベアトリクス（1305年 - 1319年） - ハンガリー王カーロイ1世と結婚、出産時に死去[1]。

マルグリットは夫のイタリア遠征に同行し、ブレシアの包囲の間に病となり、その数ヶ月後にジェノヴァで死去し、同地のサン・フランチェスコ・ディ・カステレット教会に埋葬された。マルグリットの死は『Gesta Baldewini Luczenburch』の1311年12月の箇所に記されている。有名な彫刻家ジョヴァンニ・ピサーノは、1313年に皇帝よりマルグリットを記念する碑の制作を依頼された。その一部はジェノヴァ、サン・アゴスティーノ美術館およびスピノーラ宮殿のリグーリア国立美術館に保存されている。